# Hubert Koundé
Hubert Koundé (Benin, 30 december 1970) is een Frans acteur en regisseur. Hij is bekend geworden door de film La Haine, waar hij de rol van kickbokser vertolkte.